# ポトマック川

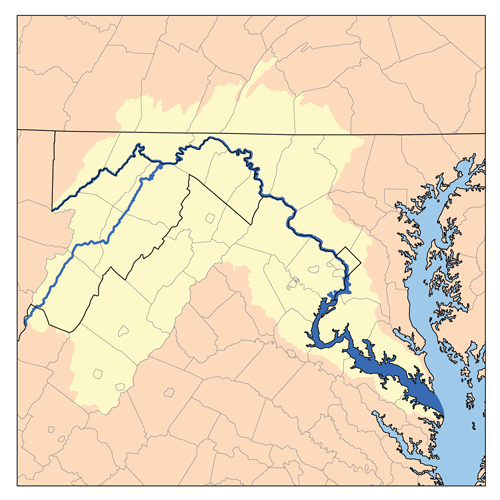
流路と流域。右に南北に延びるのがチェサピーク湾

ポトマック川（ポトマックがわ、英: Potomac River [pəˈtoʊmək] ( 音声ファイル)）は、アメリカ合衆国の中部大西洋沿岸のチェサピーク湾の中へ流れ込む河川である。流域面積では、米国大西洋岸では4番目に大きく、米国全体としては21番目に大きい。ポトマック川流域にはおよそ500万人が住み、人口一人当たりの降水量は年間で8立方メートルである。全長は約652キロメートル、流域面積は凡そ3万8000平方キロメートルである。

## 概要
「ポトマック」の名前の由来は、北米先住民族の一部でかつてバージニア東部に住んでいた、アルゴンキン語族の一部族ポーワタン Powhatan の読みが欧州風に訛ったものであるとされている。また、その他には、「ここで人々を取引する場所」や「貢物に（人が）なる場所」という意味が由来であるという説もある。
1912年（明治45年）3月に、当時のアメリカ合衆国大統領であったウィリアム・タフトの夫人であるヘレン・ハロン・タフトが、日本のサクラをアメリカ合衆国のワシントンD.C.のポトマック河畔に植えたいと考えているということを知った当時の東京市長の尾崎行雄が、日米親善記念、及び日露戦争の際に、アメリカ合衆国が日本に対して好意的だった事への謝意もこめて、荒川堤の桜並木の桜を穂木とした苗木を米国に贈り、その桜がポトマック川の入り江のタイダルベイスンのジェファーソン記念館付近に植えられた縁から、荒川とは姉妹川の関係にある。
また、1980年代に荒川堤の桜が枯れてしまったときに、ポトマック川の桜をワシントンD.C.が東京都へ贈呈し、それを荒川堤に植えたという事もあった。
尚、日本でも有名な、この川沿いの桜は、毎年3月中旬に花見頃を迎える。その頃には、タイダルベイスンで全米桜祭りが開催されており、毎年、遠方からも多くの観光客が訪れる。

## 地理
ウェストバージニア州北東部に源を発し南東へ向かう。ワシントンD.C.の中心部を流れチェサピーク湾に注ぐ。中下流域はメリーランド州とバージニア州の境界を形成している。ポトマック川の上流部では、北ポトマック川と南ポトマック川の2つの大きな河川に分かれており、北ポトマック川（North Branch Potomac River）の水源は、ウェストバージニア州のグラント、タッカー、プレストンの3郡の境界に位置するフェアファクスストーンである。一方南ポトマック川（South Branch Potomac River）の水源は、バージニア州の北部ハイランド郡付近にある。南北両ポトマック川は、ウェストバージニア州グリーンスプリングの東で合流する。またさらに下流のバージニア州及びメリーランド州との州境近くのハーパーズ・フェリーでシェナンドー川とも合流している。
河口のチェサピーク湾は1987年にラムサール条約登録地となった。

## 支流
- シェナンドー川

- 中流域（ウエストバージニア州ハーパーズ・フェリー）
- ワシントンD.C.付近（手前はペンタゴン、奥にワシントン記念塔が見える）
- ワシントンD.C.付近（タイダルベイスンと桜）